# Nonyma egregia
Nonyma egregia är en skalbaggsart som beskrevs av Francis Polkinghorne Pascoe 1864. Nonyma egregia ingår i släktet Nonyma och familjen långhorningar.
Artens utbredningsområde är Moçambique. Inga underarter finns listade i Catalogue of Life.